# Fethi Heper
Fethi Heper, né le 3 février 1944 à Eskişehir et mort le 13 février 2025, est un footballeur international turc au poste d'attaquant.

## Biographie
Fethi Heper naît à Eskişehir le 3 février 1944. Il meurt à 81 ans le 13 février 2025.

## Palmarès

### Distinction personnelle
- Meilleur buteur du championnat de Turquie en 1970 (13 buts) et 1972 (20 buts).